# Championnat du Paraguay de football 1963
Navigation
Édition précédente Édition suivante
La saison 1963 du Championnat du Paraguay de football est la cinquante-deuxième édition de la Primera División, le championnat de première division au Paraguay. Les onze meilleurs clubs du pays disputent la compétition, sous forme d'une poule unique où chaque équipe rencontre deux fois ses adversaires. En fin de saison, les deux derniers au classement cumulé sur les trois dernières saisons doivent disputer un barrage pour ne pas être relégué.
C'est le club de Cerro Porteño qui remporte le titre après avoir terminé en tête du classement final, avec six points d’avance sur le Club Olimpia et dix sur le duo Club Libertad-Club River Plate. Il s'agit du treizième titre de champion du Paraguay de l’histoire du club.

## Les clubs participants
| - Club Guaraní - Cerro Porteño - Club Olimpia - Club Sol de América - Club Sportivo Luqueño | - Club Libertad - Club River Plate - Club Presidente Hayes - Club Sportivo San Lorenzo - Club Atlético Tembetary - Club Nacional |

## Compétition

### Classement
| Rang | Équipe                    | Pts | J  | G | N | P | Bp | Bc | Diff |
| ---- | ------------------------- | --- | -- | - | - | - | -- | -- | ---- |
| 1    | Cerro Porteño             | 32  | 20 |   |   |   |    |    |      |
| 2    | Club OlimpiaT             | 26  | 20 |   |   |   |    |    |      |
| 3    | Club Libertad             | 22  | 20 |   |   |   |    |    |      |
| 4    | Club River Plate          | 22  | 20 |   |   |   |    |    |      |
| 5    | Club Guaraní              | 21  | 20 |   |   |   |    |    |      |
| 6    | Club Atlético Tembetary   | 19  | 20 |   |   |   |    |    |      |
| 7    | Club Nacional             | 18  | 20 |   |   |   |    |    |      |
|      | Club Presidente Hayes     | 18  | 20 |   |   |   |    |    |      |
| 9    | Club Sol de América       | 17  | 20 |   |   |   |    |    |      |
| 10   | Club Sportivo San Lorenzo | 16  | 20 |   |   |   |    |    |      |
| 11   | Club Sportivo Luqueño     | 14  | 20 |   |   |   |    |    |      |

| Légende : Qualifications et relégations | Légende : Qualifications et relégations           |
| --------------------------------------- | ------------------------------------------------- |
|                                         | Qualification pour la Copa Libertadores 1964      |
|                                         | Participation au barrage de relégation            |
|                                         | T : Tenant du titre P : Promu de Segunda División |

### Barrage de relégation
Les deux derniers clubs au classement cumulé sur les trois saisons s’affrontent pour déterminer la formation qui descend directement en deuxième division.
| Équipe 1              | Résultat | Équipe 2                | Aller | Retour | Appui |
| --------------------- | -------- | ----------------------- | ----- | ------ | ----- |
| Club Sportivo Luqueño | 2 - 1    | Club Atlético Tembetary | 2 - 2 | 4 - 4  | 3 - 1 |

- Le Club Atlético Tembetary est relégué tandis que le Club Sportivo Luqueño doit disputer le barrage de promotion-relégation.

### Barrage de promotion-relégation
| Équipe 1           | Résultat | Équipe 2              | Aller | Retour |
| ------------------ | -------- | --------------------- | ----- | ------ |
| Club Rubio Ñu (D2) | 3 - 2    | Club Sportivo Luqueño | 2 - 1 | 1 - 1  |

- Le Club Rubio Ñu prend la place du Club Sportivo Luqueño en première division.

## Bilan de la saison
| Championnat du Paraguay de football 1963 |                           |
| Champion                                 | Cerro Porteño (13e titre) |
| Qualifications continentales             |                           |
| Copa Libertadores 1964                   | Cerro Porteño             |
| Promotions et relégations                |                           |
| Promus en Primera División               | Club Rubio Ñu             |
| Relégués en Segunda División             | Club Atlético Tembetary   |
| Relégués en Segunda División             | Club Sportivo Luqueño     |